# Coccoderus guianensis
Coccoderus guianensis är en skalbaggsart som beskrevs av Tavakilian och M. L. Monné 2002. Coccoderus guianensis ingår i släktet Coccoderus och familjen långhorningar. Inga underarter finns listade i Catalogue of Life.